# Circus spilonotus
El aguilucho lagunero oriental (Circus spilonotus) es una especie de ave accipitriforme de la familia Accipitridae, que habita pastos, humedales y tierras de cultivo de Asia Oriental, al sur de Siberia, norte de Mongolia y nordeste de China, desplazándose hacia el sur en el invierno.

## Distribución y hábitat
Los aguiluchos laguneros orientales son generalmente migratorios, a excepción del aguilucho papú, que es sedentario. Su área de reproducción abarca el noreste de China, Mongolia y el sureste de Siberia (hasta el lago Baikal), con pequeñas poblaciones en el norte de Japón (Hokkaidō y norte de Honshū). Existe cierta superposición con el aguilucho lagunero occidental en torno al lago Baikal y se han producido cruces.
Su área de invernada abarca el sur de China, Taiwán, Corea, el sur de Japón, el noreste de India, Bangladesh y el sudeste asiático, hasta Filipinas, Borneo y Sumatra. Un gran número de aves migran a lo largo de la costa china, y miles de ellas pasan por lugares como Beidaihe durante el otoño.
Su hábitat preferido son los campos abiertos, incluyendo pantanos, arrozales y pastizales.